# Lijst van rivieren in Mississippi

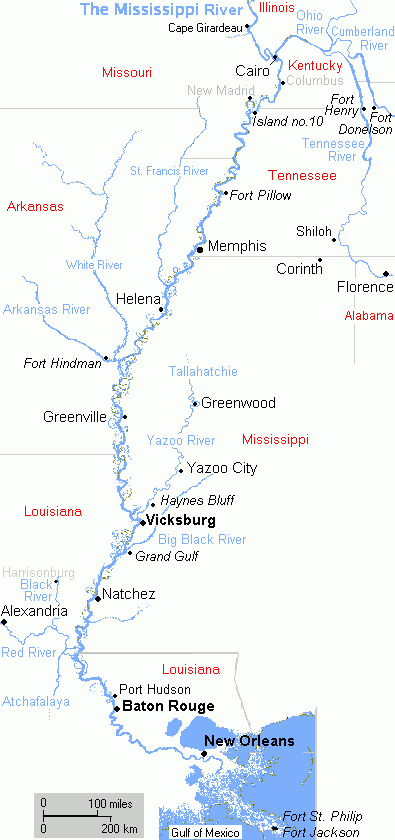
Stroomgebied van de Mississippi

Dit is een lijst van rivieren in Mississippi.

## Naar stroomgebied
- Amite
- Mississippi
  - Big Black River
  - Tennessee
  - Yazoo
    - Big Sunflower River
    - Tallahatchie River
- Pascagoula River
  - Chickasawhay River
  - Red Creek
- Pearl River
  - Bogue Chitto River
- Wolf River (Zuid-Mississippi)

## Alfabetisch
- Amite
- Bayou Pierre
- Big Black River
- Big Sunflower River
- Biloxi River
- Black Creek
- Bogue Chitto River
- Bouie River
- Buffalo River
- Buttahatchee River
- Catahoula Creek
- Chickasawhay River
- Chunky River
- Coldwater River
- Deer Creek
- Escatawpa River
- Hatchie River
- Homochitto River
- Hushpuckena River
- Jourdan River
- Leaf River
- Little Biloxi River
- Little Sunflower River
- Little Tallahatchie River
- Mikes River
- Mississippi
- Nanih Waiya Creek
- Noxubee River
- Pascagoula River
- Pearl River
- Quiver River
- Red Creek
- Skuna River
- Strong River
- Sucarnoochee River
- Tallahatchie River
- Tallahala Creek
- Tangipahoa River
- Tchoutacabouffa River
- Tennessee
- Tibbee Creek
- Tickfaw River
- Tippah River
- Tombigbee
  - West Fork
  - East Fork
- Tuscumbia River
- Wolf River (Zuid-Mississippi)
- Wolf River (Noord-Mississippi)
- Yalobusha River
- Yazoo
- Yockanookany River
- Yocona River

Alabama · Alaska · Arizona · Arkansas ·  Californië · Colorado · Connecticut · Delaware · Florida · Georgia · Hawaï · Idaho ·  Illinois · Indiana · Iowa · Kansas · Kentucky · Louisiana · Maine · Maryland · Massachusetts · Michigan · Minnesota · Mississippi · Missouri · Montana · Nebraska · Nevada · New Hampshire · New Jersey · New Mexico · New York ·  North Carolina · North Dakota · Ohio · Oklahoma · Oregon · Pennsylvania · Rhode Island · South Carolina · South Dakota · Tennessee · Texas · Utah · Vermont · Virginia · Washington (staat) · Washington D.C. · West Virginia · Wisconsin · Wyoming